# Acanthomintha obovata
Acanthomintha obovata är en kransblommig växtart som beskrevs av Jeps.. Acanthomintha obovata ingår i släktet Acanthomintha och familjen kransblommiga växter.

## Underarter
Arten delas in i följande underarter:
- A. o. cordata
- A. o. obovata